# Печать Арканзаса
Печать штата Арканзас (англ. The Arkansas State Seal) — один из государственных символов штата Арканзас, США.
Печать была разработана и принята законодательным собранием штата в качестве официального символа Арканзаса в 1864 году. Единственное изменение в дизайн символики было внесено 23 мая 1907 года и с тех пор печать штата Арканзас существует без изменений.
Внешнее кольцо печати содержит текст «Great Seal of the state of Arkansas» (англ. «Большая печать штата Арканзас»). Внутренний круг содержит изображения ангела милосердия, меча правосудия и богини Свободы. В центре внутреннего круга изображён орёл, держащий в клюве ленту с латинской надписью «Regnat Populus» (лат. «Народ управляет сам»), официальным девизом штата. Между лап орла находится щит, на котором изображены пароход, плуг, улей, сноп — символы промышленного и сельскохозяйственного развития штата.